# Echo Mazowieckie
Echo Mazowieckie niezależny organ tygodniowy – czasopismo lokalne wydawane w języku polskim w wersji tygodnika przeznaczonego dla mieszkańców Tomaszowa Mazowieckiego. Pierwszy numer ukazał się 12 grudnia 1926 roku, ostatni najprawdopodobniej 26 lutego 1928 roku. Ogółem ukazało się co najmniej 64 numerów (3 numery w roku 1926, 56 w roku następnym, co najmniej 5 w roku 1928). Odegrało wielką rolę kulturotwórczą. Na łamach czasopisma publikowali wybitni przedstawiciele tomaszowskiej inteligencji, m.in. Tadeusz Antoniewicz, Beno Józef Badower, Alfons Dzięciołowski, Hersz Kahane, Władysław Landsberg, Henryk Różycki, Tadeusz Seweryn. Stałym elementem tygodnika były karykatury lokalnych osobistości tomaszowskich, uzupełniane epigramatami odnoszącymi się do przedstawianych postaci. Nie ma pewności, kim był rysownik i poeta posługujący się pseudonimem "M. Furt".

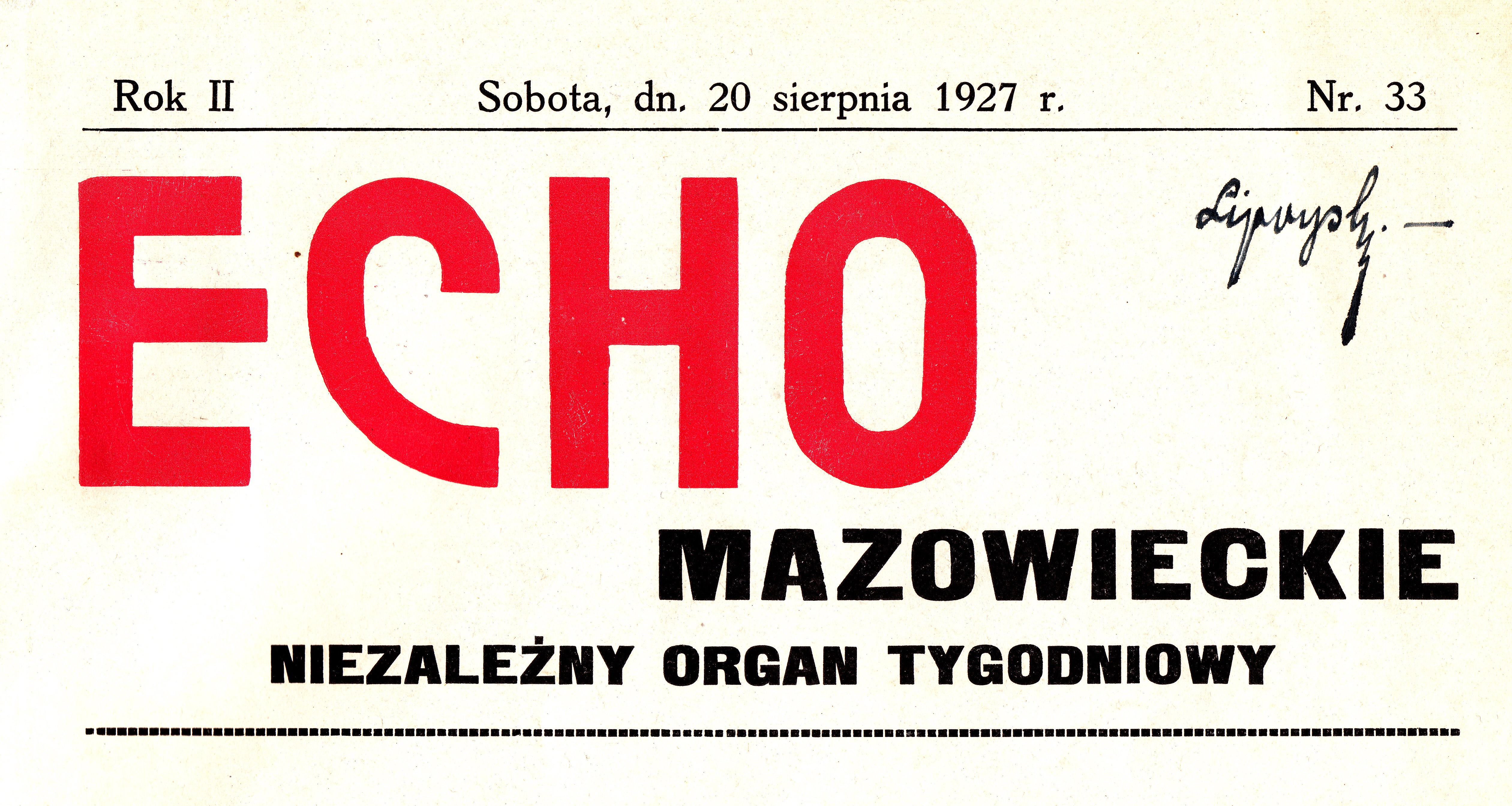
Winieta „Echa Mazowieckiego” (1927)

20 sierpnia 1927 roku wydano na papierze kredowym numer specjalny tygodnika (nr 33), który miał uwiecznić uroczystości, związane z oddaniem do użytku ratusza miejskiego w Tomaszowie Mazowieckim i planowaną wizytą prezydenta II RP Ignacego Mościckiego. W numerze znalazł się obszerny artykuł Tadeusza Seweryna pt. Historia powstania i rozwoju m. Tomaszowa Mazowieckiego (1789-1900), "Echo Mazowieckie" 1927, R. 2, nr 33, s. 7-32.
Czasopismo było drukowane w zakładzie poligraficznym Wolfa Handwergera. Redaktorami naczelnymi byli Jan Białecki i Beno Józef Badower.